# Gil Van Moerzeke
Gil Van Moerzeke (28 januari 1998) is een Belgisch voetballer die sinds 2025 uitkomt voor FC Lebbeke. Van Moerzeke is een aanvaller.

## Carrière
Van Moerzeke genoot zijn jeugdopleiding bij SK Grembergen en KSC Lokeren. Op 11 februari 2018 maakte Van Moerzeke, die in januari een contract tot medio 2020 had ondertekend bij Lokeren, zijn officiële debuut voor de club: Van Moerzeke kreeg in een competitiewedstrijd tegen Sporting Charleroi een basisplaats als rechtsachter van trainer Peter Maes. Van Moerzeke speelde in zijn debuutseizoen vier competitiewedstrijden en raakte daarna, mede door een kruisbandblessure, even uit beeld. Pas in het seizoen 2019/20 kreeg hij opnieuw een kans in het eerste elftal van het inmiddels naar Eerste klasse B gezakte Lokeren, ditmaal als aanvaller.
Na het faillissement van Lokeren in april 2020 maakte Van Moerzeke als eerste de overstap naar de geestelijke opvolger KSC Lokeren-Temse. Hij trad daarmee in de voetsporen van zijn vader, die voorheen bij KSV Temse had gespeeld. In zijn eerste seizoen scoorde hij in de Beker van België tegen HRS Haasdonk en Sporting Hasselt en in de competitie tegen KVV Zelzate, maar werd de competitie al gauw stilgelegd vanwege de coronapandemie. Tegen Haasdonk scoorde Van Moerzeke het allereerste officiële doelpunt ooit van Lokeren-Temse. Vanaf het seizoen 2021/22 was hij onder trainers Chris Janssens, Urbain Spaenhoven, Jean-Pierre Vande Velde en Hans Cornelis een vaste waarde in de ploeg. In november 2021 brak Lokeren-Temse het contract van Van Moerzeke open tot medio 2025.
In het seizoen 2022/23 hielp Van Moerzeke zijn club met zijn negentien competitiedoelpunten aan promotie naar Eerste nationale. In het seizoen daarop haalde de aanvaller voor het derde seizoen op rij meer dan tien competitiegoals en hielp hij zijn club aan een tweede promotie op rij. Op het einde van dat seizoen bereikte Van Moerzeke als eerste speler de kaap van de honderd officiële wedstrijden voor Lokeren-Temse.
Op 23 april 2025 kondigde Lokeren-Temse aan dat Van Moerzeke om medische redenen een punt zou zetten achter zijn profcarrière. Een dag later gunde trainer Stijn Vreven hem een korte invalbeurt in de barragewedstrijd tegen RWDM.
Van Moerzeke komt sinds 2025 uit voor het Belgische FC Lebbeke in de Tweede Afdeling Amateur.

## Clubstatistieken
| Seizoen         | Club              | Land            | Competitie       | Competitie | Competitie | Beker | Beker | Supercup | Supercup | Europees | Europees | Totaal | Totaal |
| Seizoen         | Club              | Land            | Competitie       | Wed.       | Dlp.       | Wed.  | Dlp.  | Wed.     | Dlp.     | Wed.     | Dlp.     | Wed.   | Dlp.   |
| --------------- | ----------------- | --------------- | ---------------- | ---------- | ---------- | ----- | ----- | -------- | -------- | -------- | -------- | ------ | ------ |
| 2017/18         | KSC Lokeren       | Vlag van België | Eerste klasse A  | 4          | 0          | 0     | 0     | —        | —        | —        | —        | 4      | 0      |
| 2018/19         | KSC Lokeren       | Vlag van België | Eerste klasse A  | 0          | 0          | 0     | 0     | —        | —        | —        | —        | 0      | 0      |
| 2019/20         | KSC Lokeren       | Vlag van België | Eerste klasse B  | 6          | 1          | 0     | 0     | —        | —        | —        | —        | 6      | 1      |
| 2020/21         | KSC Lokeren-Temse | Vlag van België | Tweede afdeling  | 3          | 1          | 5     | 2     | —        | —        | —        | —        | 8      | 3      |
| 2021/22         | KSC Lokeren-Temse | Vlag van België | Tweede afdeling  | 28         | 11         | 4     | 0     | —        | —        | —        | —        | 32     | 11     |
| 2022/23         | KSC Lokeren-Temse | Vlag van België | Tweede afdeling  | 33         | 19         | 4     | 0     | —        | —        | —        | —        | 37     | 19     |
| 2023/24         | KSC Lokeren-Temse | Vlag van België | Eerste nationale | 29         | 11         | 3     | 1     | —        | —        | —        | —        | 32     | 12     |
| 2024/25         | KSC Lokeren-Temse | Vlag van België | Eerste klasse B  | 22         | 1          | 1     | 0     | —        | —        | —        | —        | 23     | 1      |
| Carrière totaal | Carrière totaal   | Carrière totaal | Carrière totaal  | 125        | 44         | 17    | 3     | 0        | 0        | 0        | 0        | 142    | 47     |

Bijgewerkt op 26 april 2025.
1 Merckx ·
2 El Banouhi ·
3 Dianganga ·
5 Boujouh ·
6 Brebels ·
7 Lambo ·
8 Van Hauter ·
9 Van Moerzeke ·
10 Soumaré ·
11 Myny ·
13 Gabriël ·
14 Janssen ·
15 Vinck ·
19 Ntamack ·
22 Tshimanga ·
25 Boonen ·
26 Vervaque ·
27 Bongiovanni ·
29 Spegelaere ·
30 Pérez ·
33 Van Elsuwege ·
35 Van Daele ·
39 Baert ·
44 Nainggolan ·
45 Seck ·
55 Van Aerschot ·
56 Vervacke ·
74 Fontaine ·
88 Prychynenko ·
97 Calant ·
Coach: Vreven